# 渋野丸山古墳
渋野丸山古墳（しぶのまるやまこふん）は、徳島県徳島市渋野町三ツ岩（みついわ）・学頭（がくとう）にある古墳。形状は前方後円墳。渋野古墳群を構成する古墳の1つ。国の史跡に指定されている。
徳島県では最大、四国地方では第2位の規模の古墳で、5世紀前半（古墳時代中期前半）の築造と推定される。

## 概要
徳島県東部、徳島平野南部の多々羅川（勝浦川水系）左岸の丘陵尾根を切断して築造された大型前方後円墳である。勝浦川下流域では本古墳含む渋野古墳群などの古墳群が分布するが、本古墳はそれらのうち盟主的位置づけになる。本古墳は1923年（大正12年）の『勝浦郡志』に紹介されるように古くから前方後円墳として知られ、1999年度（平成11年度）から数次の発掘調査が実施されている。
墳形は前方後円形で、前方部を西方向に向ける。墳丘は3段築成（ただし1段目は埋没）。墳丘長は105メートルを測り、徳島県では最大、四国地方では富田茶臼山古墳（香川県さぬき市、139メートル）に次ぐ第2位の規模になる。墳丘外表では、葺石、円筒埴輪列・朝顔形埴輪・形象埴輪（家形・盾形・蓋形・甲冑形・舟形埴輪）、土師器が検出されている。また墳丘南側には造出（四国では渋野丸山古墳のみか）を付し、そこから多数の小型壺のほか、笊形土器・埴輪片が出土している。墳丘周囲には左右非対称形の周濠が巡らされており、周濠を含めた古墳総長は118メートルにおよぶ。埋葬施設は後円部に推定されているが、発掘調査はされておらず詳らかでない。
築造時期は、古墳時代中期前半の5世紀前半頃と推定される。徳島県域では、古墳時代前期は主に鳴門・板野地域や気延山地域で古墳が築造されていたが、前期後半頃のマンジョ塚2号墳から勝浦川下流域にも古墳が築造されるようになり、中期前半になって畿内色の強い大規模古墳である本古墳が築造されて、本古墳を最後に前方後円墳の築造は終えるという様相を示す。そのため、古墳時代の阿波地域の変遷や畿内勢力との関係の点で注目される古墳になる。
古墳域は2009年（平成21年）に国の史跡に指定されている。

## 遺跡歴
- 1923年（大正12年）、『勝浦郡志』において1915年（大正4年）発見の古墳として紹介[1]。
- 1953年（昭和28年）1月13日、天王の森古墳・新宮塚古墳・花折塚古墳・マンジョ塚古墳と合わせて「渋野の古墳」として徳島県指定史跡に指定[1][7]。
- 1988年（昭和63年）、民家移転に伴う発掘調査（徳島市教育委員会）[8][1]。
- 1990年（平成2年）11月27日、県史跡範囲の追加指定[7][1]。
- 1999-2005年度（平成11-17年度）、第1次-第6次調査（徳島市教育委員会）[9]。
  - 2002年度（平成14年度）、レーダー探査・電気探査（奈良文化財研究所）[1]。
  - 2005年度（平成17年度）、レーダー探査（富山大学）[1]。
- 2009年（平成21年）2月12日、国の史跡に指定[6]。
- 2012年（平成24年）9月19日、国史跡範囲の追加指定[7]。
- 2013-2016年度（平成25-28年度）、保存整備事業に伴う発掘調査（徳島市教育委員会、2017年に報告書刊行）[3][4]。
- 2017-2019年度（平成29-令和元年度）、保存整備事業に伴う発掘調査（徳島市教育委員会、2020年に報告書刊行）。

## 墳丘

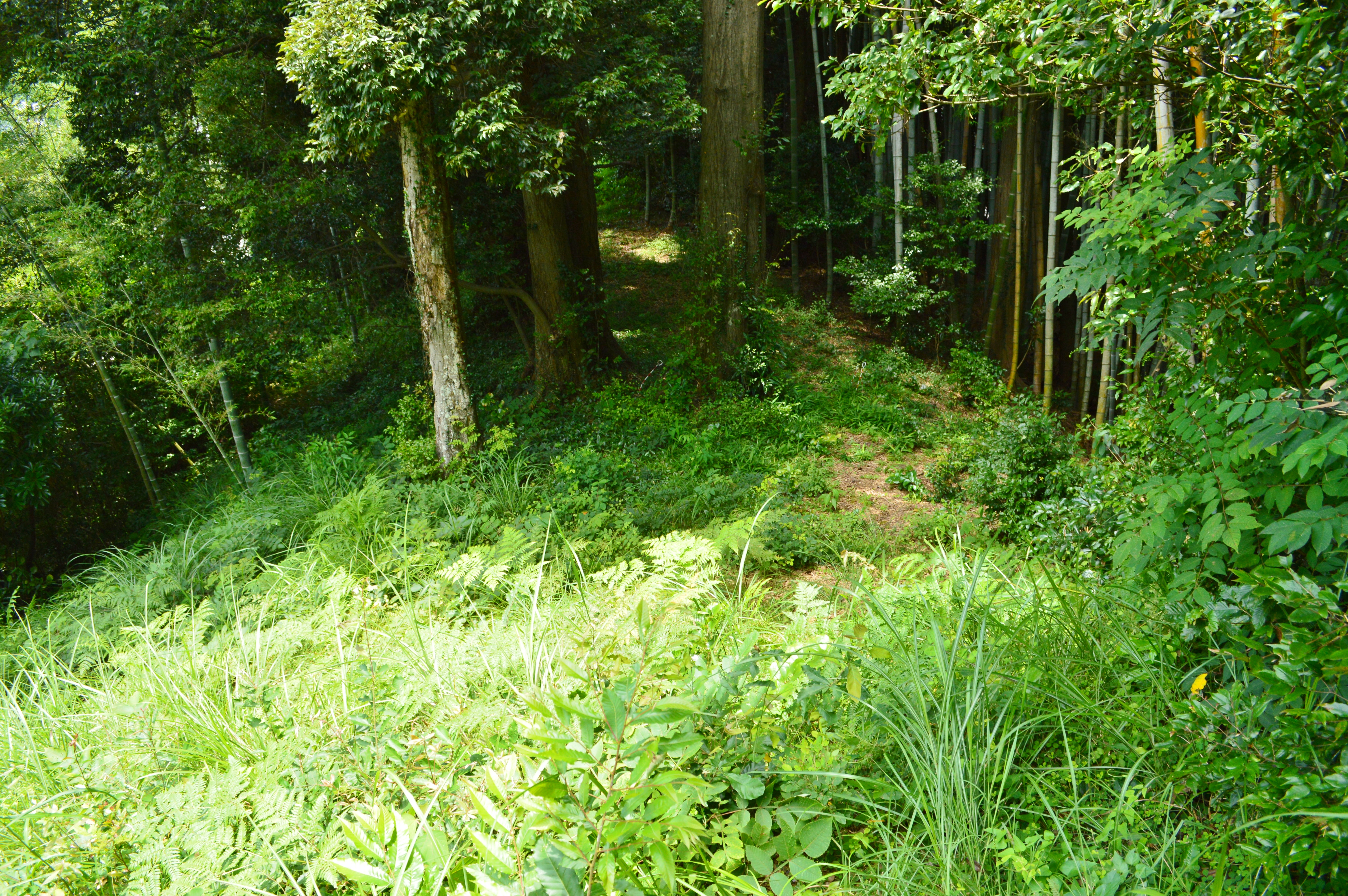
後円部から前方部を望む

墳丘の規模は次の通り。
- 古墳総長：118メートル - 周濠を含めた全長。
- 墳丘長：105メートル
- 後円部 - 3段築成。
  - 直径：69メートル
  - 高さ：18メートル
- 前方部 - 3段築成。
  - 幅：59メートル
  - 高さ：16メートル
- くびれ部
  - 幅：44メートル
- 造出 - 墳丘南側。
  - 幅約12メートル×奥行き約5メートル、高さ約2メートル[3][4]

前方部および後円部の一部は後世の開墾・宅地化の際に削られているが、その他の部分は概ね良好に遺存する。3段築成の墳丘のうち、1段目は現在では完全に埋没している。
墳丘周囲には幅4-13メートルの周濠が巡らされている。周濠は墳丘南側で盾形、墳丘北側で墳丘相似形を成しており、左右対称形を取らない。加えて、北側くびれ部付近では自然地形の制約で完周しないという形状になる。なお、この周濠の外側に周庭帯は認められていない。

## 埋葬施設

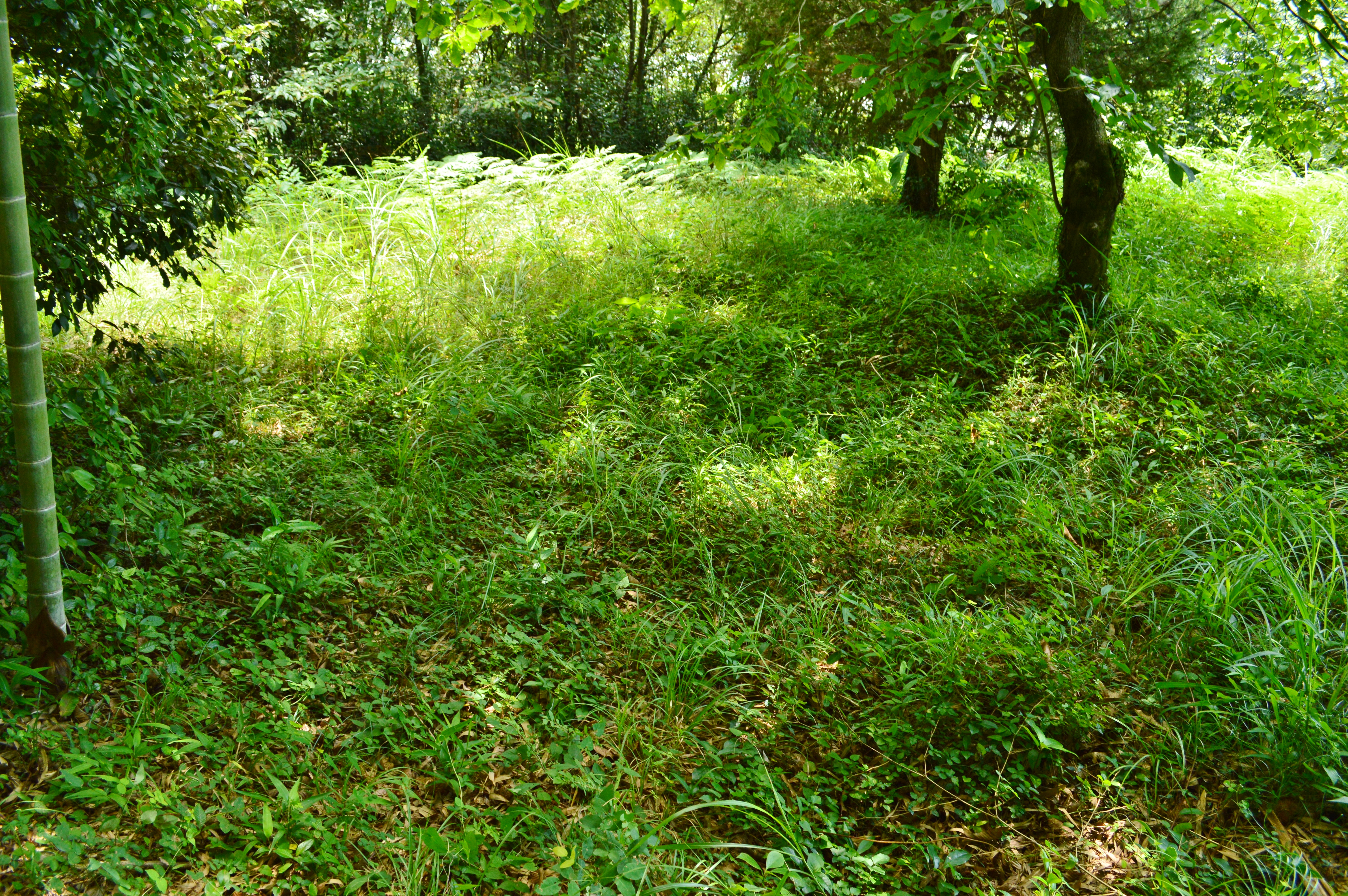
後円部墳頂

埋葬施設については、発掘調査が実施されておらず詳らかでない。地元では天井石が確認されたと伝わる。またレーダー探査では、後円部において盗掘坑と見られるくぼみや、東西主軸の石室と見られる幅約5メートル×約2.5メートルの反応が確認されている。
なお、長谷寺（徳島市渋野町宮前）には後世に後円部墳頂に建てられていたという板碑（建碑時期不明）が伝わるほか、徳島市渋野町三ツ岩には埋葬施設の蓋石が掘り出されたのち橋として使用されたという石材が置かれている。

## 文化財

### 国の史跡
- 渋野丸山古墳 - 2009年（平成21年）2月12日指定（指定範囲面積7,593.18平方メートル）[1]、2012年（平成24年）9月19日に史跡範囲の追加指定[7]。

## 関連文献
（記事執筆に使用していない関連文献）
- 『史跡渋野丸山古墳発掘調査報告書I』徳島市教育委員会、2017年。 - リンクは奈良文化財研究所「全国遺跡報告総覧」。
- 『史跡渋野丸山古墳発掘調査報告書II』徳島市教育委員会、2020年。 - リンクは奈良文化財研究所「全国遺跡報告総覧」。